# 希隆斯克地區沃濟斯瓦夫

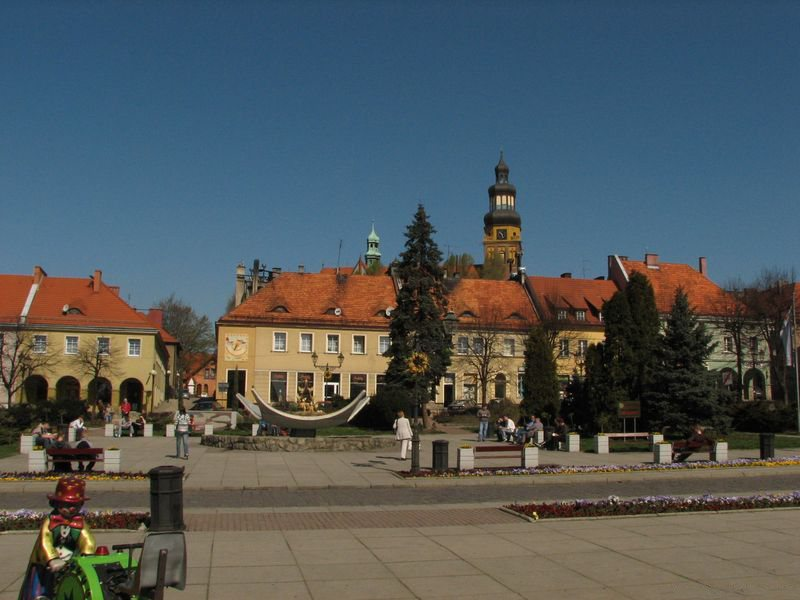

希隆斯克地區沃濟斯瓦夫（波蘭語：Wodzisław Śląski，波蘭語：[vɔˈd͡ʑiswaf ˈɕlɔ̃skʲi]）是波蘭的城鎮，位於該國南部，距離首府卡托維茲約100公里，由西里西亞省負責管轄，面積49.62平方公里，最高點海拔高度290米，2007年人口50,493。

## 外部連結
- http://www.Wodzislaw-Slaski.pl/ （页面存档备份，存于）
- http://www.wodzislaw.zobacz.slask.pl/ （页面存档备份，存于）
- Jewish Community in Wodzisław Śląski （页面存档备份，存于） on Virtual Shtetl

50°00′N 18°27′E / 50.000°N 18.450°E